# مارک رندالف
مارک رندالف (انگلیسی: Marc Randolph؛ زادهٔ ۲۹ آوریل ۱۹۵۸) کارآفرین تکنولوژی، رایزن و سخنگوی آمریکایی است. او از مؤسسان و مدیر عامل اجرایی نتفلیکس است.